# Giovanni Francesco Tranquillo
Giovanni Francesco Tranquillo (Pizzo, XVI secolo – Pizzo, 4 febbraio 1639) è stato un presbitero e poeta italiano.
Appartenente alla famiglia Tranquillo di Roccangitola (dalla vicina città di Rocca Angitola, fu primo canonico della collegiata di San Giorgio di Pizzo Calabro, predicatore, missionario, poeta e teologo.
Scrisse poemi sacri, tra cui pubblicò nel 1606 la tragedia in versi Cecilia, tragedia spirituale, rappresentata verso il 1610 a Pizzo, e nel 1630 a Messina la sacra rappresentazione Il Natale di Giesù Cristo. Lasciò inoltre opere manoscritte (Resurrezione di Cristo, Santa Barbara, il poema eroico in ottave, in dodici canti Vita e morte di S. Giorgio martire.
Fu sepolto nella cappella della collegiata.
I suoi scritti vennero menzionati da alcuni eruditi seicenteschi e settecenteschi.